# Quercy (provincie)

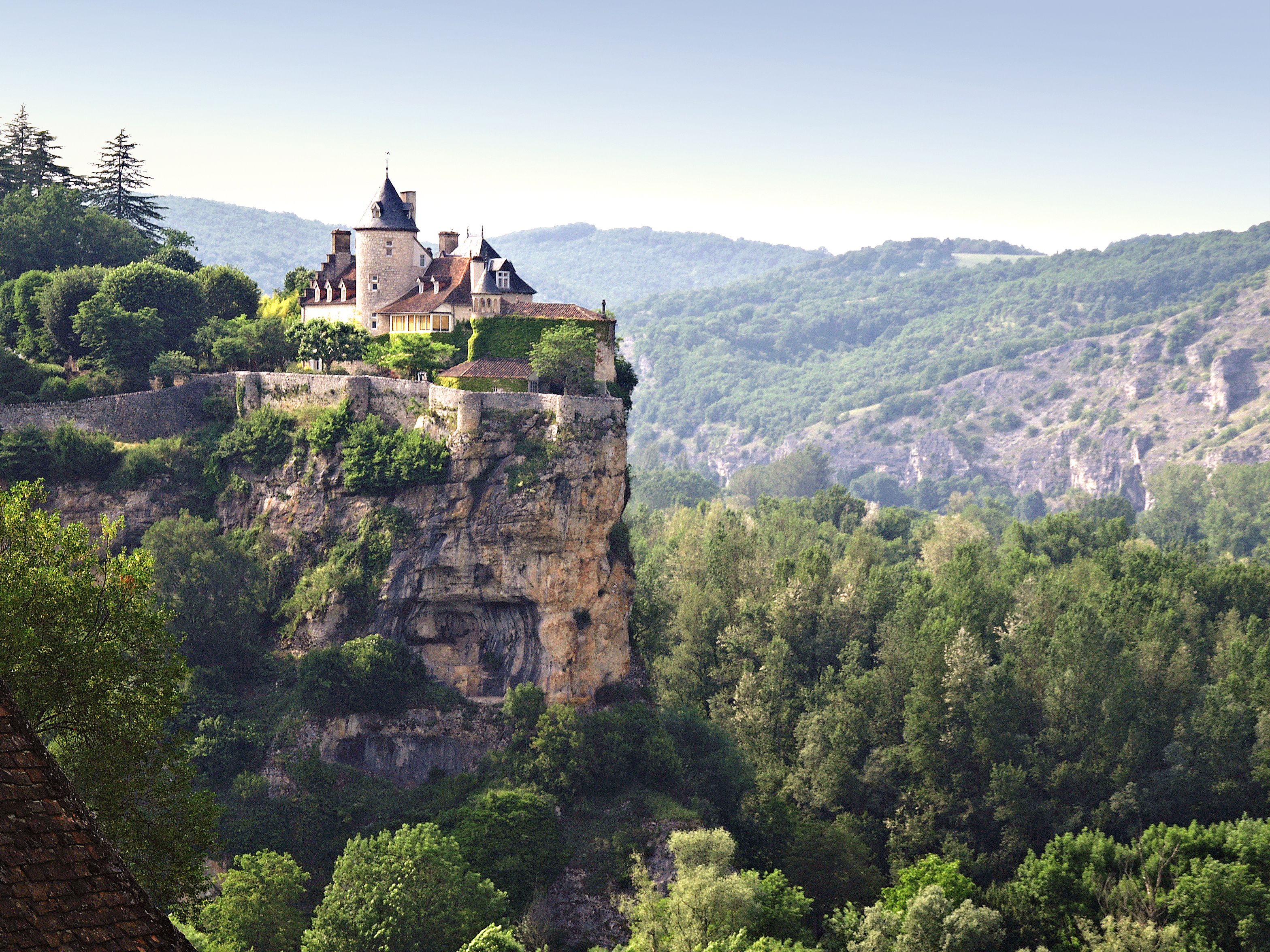
Château Belcastel bij Lacave

Quercy uitspraakⓘ) (Occitaans: Carcin), is een vroegere provincie in zuidwest Frankrijk, begrensd in het noorden door Limousin, in het westen door Périgord en Agenais, in het zuiden door Gascogne en Languedoc, en in het oosten door Rouergue en Auvergne.

Quercy

## Geografie
Tegenwoordig is Quercy opgedeeld over het departement Lot (dat het in zijn geheel omvatte) en de noordelijke helft van het departement Tarn-et-Garonne. De traditionele hoofdstad van Quercy is Cahors, nu préfecture (hoofdstad) van het departement Lot. De grootste stad in Quercy is Montauban, préfecture van Tarn-et-Garonne. Maar Montauban ligt aan de grens tussen Quercy en Languedoc, in een ander gebied dan de rest van Quercy, en ligt historisch en cultureel dichter bij Toulouse en de rest van Languedoc.
De provincie werd opgedeeld in 2 delen:
- Le Quercy blanc
- Le haut Quercy